# Hyperolius fusciventris
Hyperolius fusciventris är en groddjursart som beskrevs av Peters 1876. Hyperolius fusciventris ingår i släktet Hyperolius och familjen gräsgrodor. IUCN kategoriserar arten globalt som livskraftig. Inga underarter finns listade i Catalogue of Life.